# فورت وايت
فورت وايت (بالإنجليزية: Fort White)‏ هي مدينة أمريكية تقع في ولاية فلوريدا. تبلغ مساحة هذه المدينة 6 (كم²)،ويبلغ عدد سكانها 567 نسمة حسب إحصاء سنة 2010 م 567.تشير إحصاءات سنة 2000م بأن الكثافة السكانية في هذه المدينة تقدر بـ(68.2) نسمة/كم2 